# Łowczyk obrożny
Łowczyk obrożny (Todiramphus chloris) – gatunek średniej wielkości ptaka z rodziny zimorodkowatych (Alcedinidae). Nie jest zagrożony wyginięciem.

## Występowanie i biotop
Zasięg występowania rozciąga się od afrykańskich wybrzeży Morza Czerwonego przez południową Azję po wyspy Oceanii oraz północną i wschodnią Australię. Zasiedla wybrzeża morskie, spotykany także w głębi lądu. W większości jest to ptak osiadły, w niektórych rejonach obserwuje się tzw. dyspersję polęgową.

## Taksonomia
Rodzaj Todiramphus, do którego zaliczany jest ten gatunek, bywał często włączany do rodzaju Halcyon. Łowczyk obrożny jest blisko spokrewniony z łowczykiem ciemnym (T. enigma) i cynamonowym (T. cinnamominus), które dawniej uznawano za jego podgatunki.
W tradycyjnym ujęciu systematycznym wyróżnia się 49–50 podgatunków T. chloris. To ujęcie podtrzymują m.in. autorzy listy ptaków świata opracowywanej we współpracy BirdLife International z autorami Handbook of the Birds of the World (5. wersja online: grudzień 2020) oraz autorzy Kompletnej listy ptaków świata, choć ci ostatni sygnalizują potrzebę rewizji tego taksonu. W nowszych ujęciach systematycznych często do T. chloris zalicza się jedynie 14 podgatunków, a pozostałe wydziela się do kilku (zwykle pięciu) odrębnych gatunków, to ujęcie systematyczne stosuje m.in. Międzynarodowy Komitet Ornitologiczny (IOC) i Clements Checklist of Birds of the World.

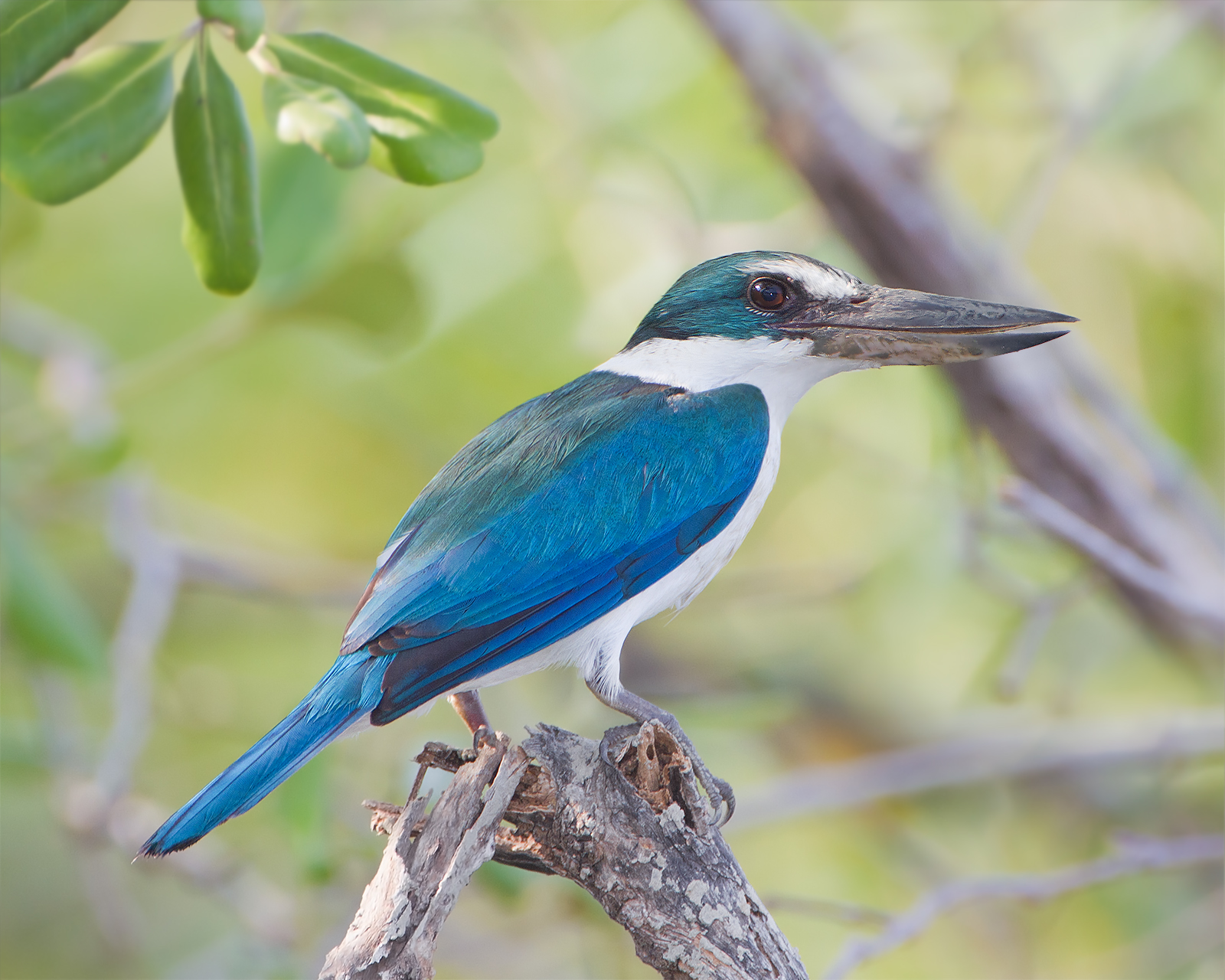
T. c. humii (Tajlandia)

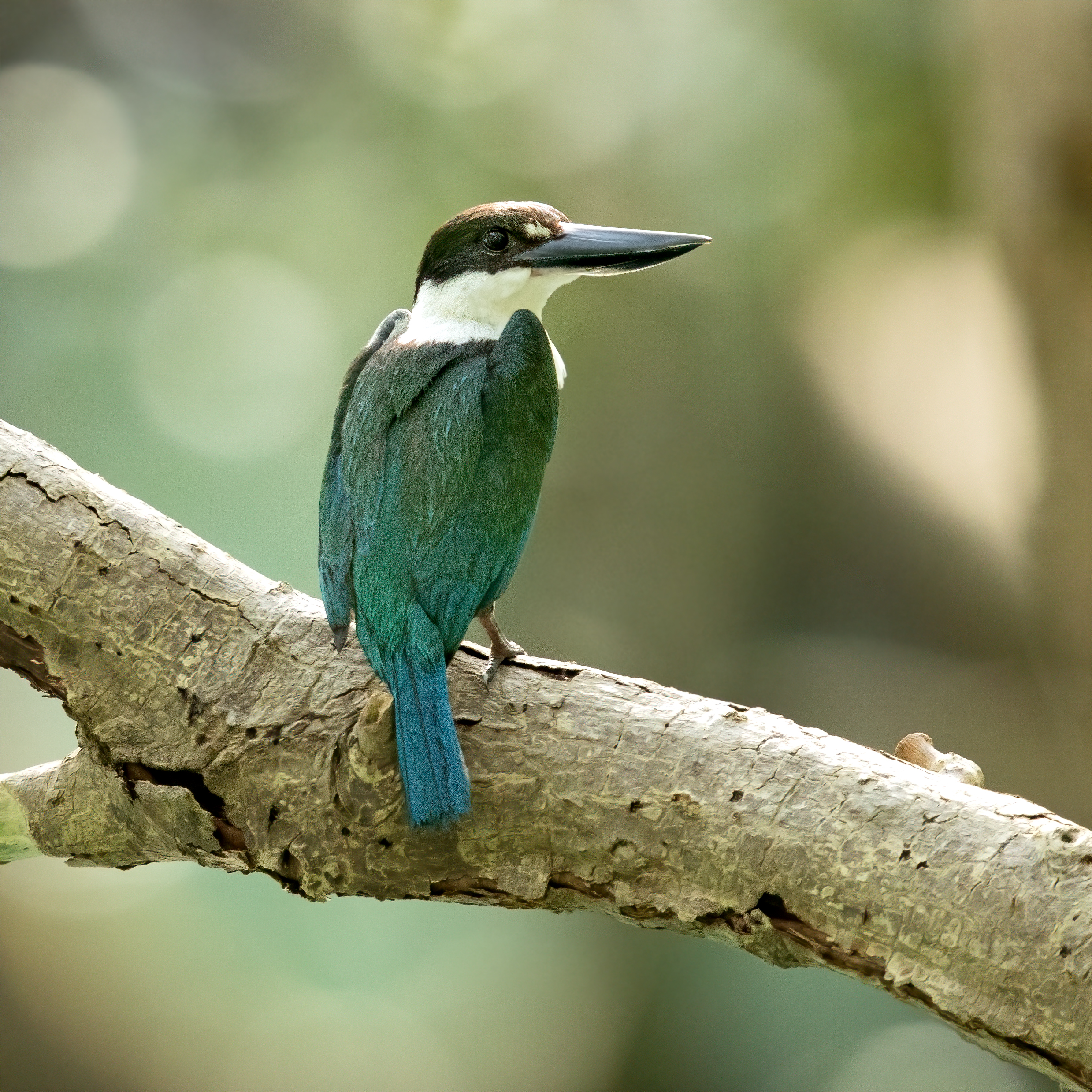
T. c. sordidus (północna Australia)

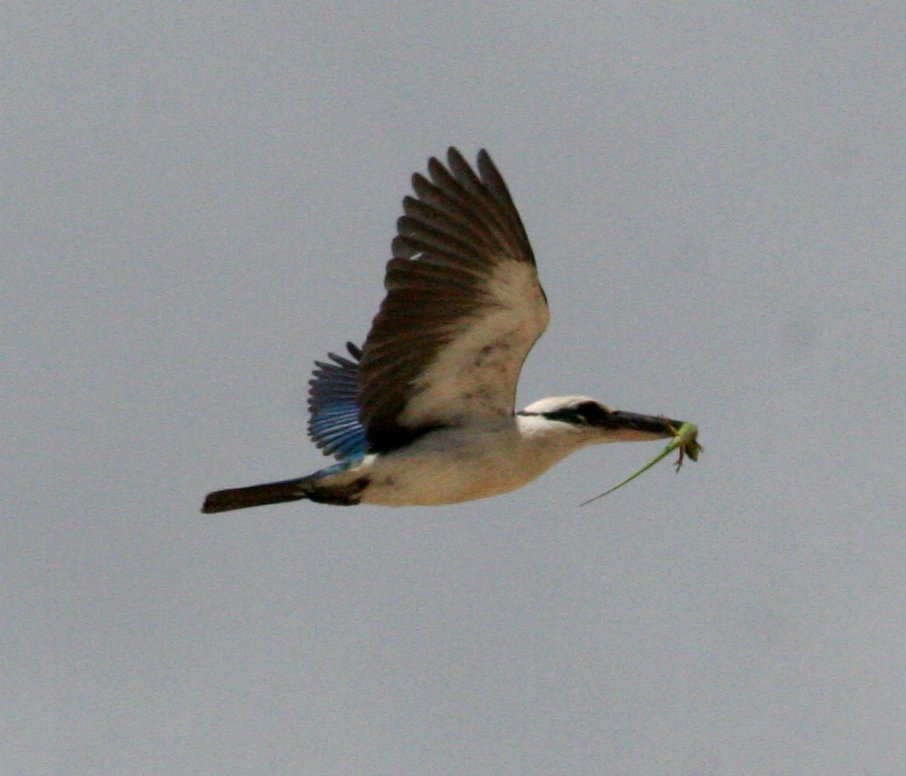
T. c. albicilla w locie (Saipan, Mariany)

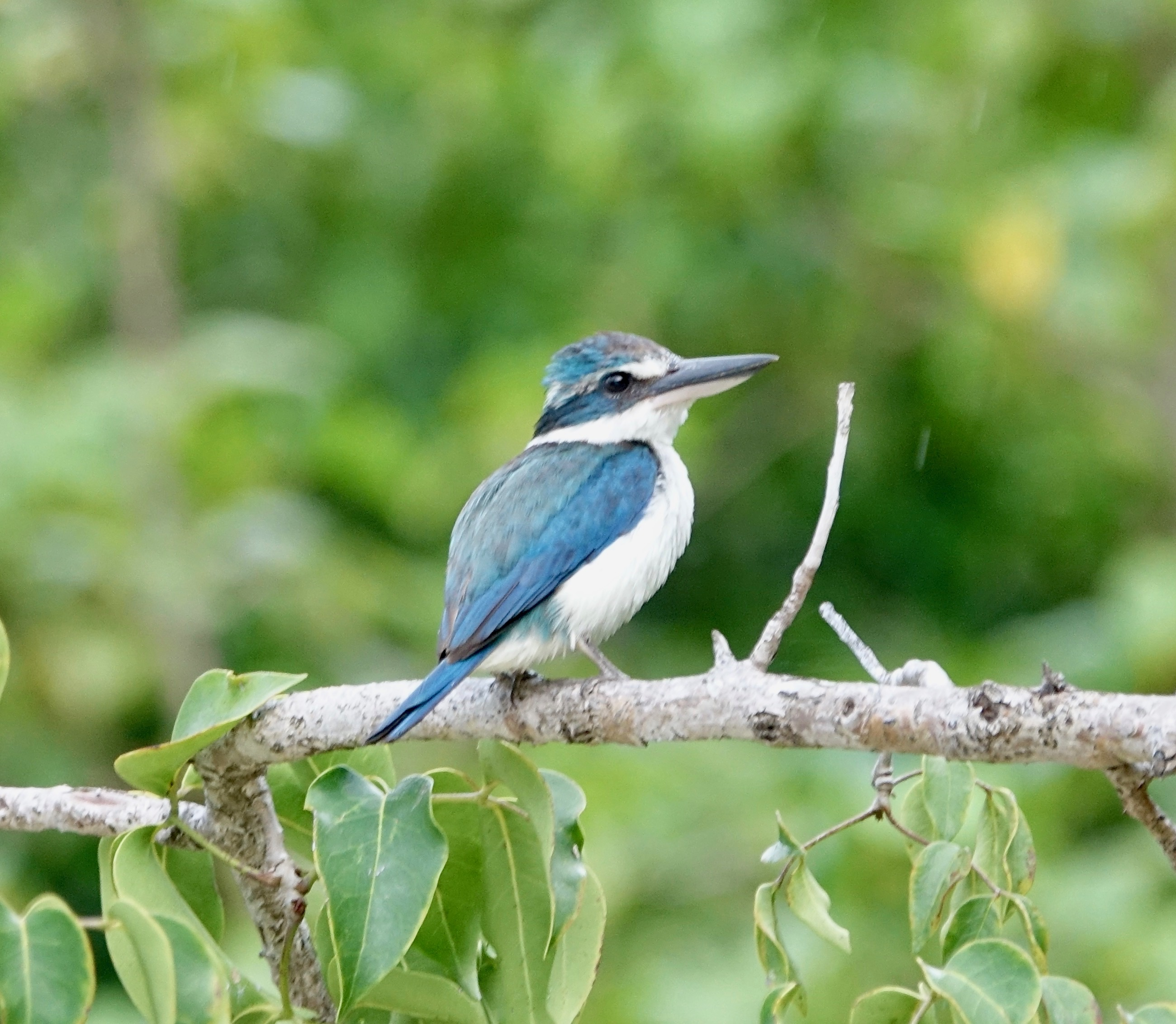
Osobnik z grupy podgatunków sacer (Fidżi)

Poniżej przedstawiono podgatunki z szerszego ujęcia systematycznego, ale w kolejności zaprezentowanej przez IOC, który poszczególne grupy podgatunków traktuje jako osobne gatunki:
- grupa chloris
  - T. c. abyssinicus (Pelzeln, 1856) – południowe wybrzeża Morza Czerwonego
  - T. c. kalbaensis (Cowles, 1980) – północno-wschodni Półwysep Arabski
  - T. c. vidali (Sharpe, 1892) – zachodnie wybrzeża Indii
  - T. c. davisoni (Sharpe, 1892) – Andamany i Wyspy Kokosowe (wschodni Ocean Indyjski)
  - T. c. occipitalis Blyth, 1846 – Nikobary
  - T. c. humii (Sharpe, 1892) – wybrzeża wschodnich Indii do południowej części Półwyspu Malajskiego i północno-wschodniej Sumatry
  - T. c. armstrongi (Sharpe, 1892) – Mjanma do Tajlandii, Indochin i południowych Chin
  - T. c. laubmannianus (Grote, 1933) – Sumatra (oprócz części północno-wschodniej), Borneo i sąsiednie wyspy
  - T. c. chloropterus (Oberholser, 1919) – wyspy u zachodnich wybrzeży Sumatry (oprócz Enggano)
  - T. c. azelus (Oberholser, 1919) – Enggano (na zachód od Sumatry)
  - T. c. palmeri (Oberholser, 1919) – Jawa, Bali i sąsiednie wyspy
  - T. c. collaris (Scopoli, 1786) – Filipiny
  - T. c. chloris (Boddaert, 1783) – łowczyk obrożny[5] – Celebes do północno-zachodniej Nowej Gwinei i Małych Wysp Sundajskich
  - T. c. teraokai (Kuroda, Nagamichi, 1915) – Palau (zachodnie Karoliny)
- grupa sordidus
  - T. c. sordidus (Gould, 1842) – łowczyk ciemnogłowy[5] – północna, północno-wschodnia Australia oraz południowa Nowa Gwinea (wybrzeża od rzeki Mimika do East Cape), Wyspy Aru)
  - T. c. pilbara (Johnstone, RE, 1983) – północno-zachodnia Australia
  - T. c. colcloughi (Mathews, 1916) – wschodnio-środkowa Australia
- T. c. colonus (Hartert, E, 1896) – łowczyk koralowy[5] – wyspy na południowy wschód od Nowej Gwinei oraz Luizjady
- grupa albicilla
  - T. c. owstoni (Rothschild, 1904) – północne Mariany
  - T. c. albicilla (Dumont, 1823) – łowczyk mariański[5] – południowe Mariany
  - T. c. orii (Taka-Tsukasa & Momiyama, 1931) – wyspa Rota (Mariany)
- grupa tristrami
  - T. c. nusae (Heinroth, 1902) – Nowy Hanower, Nowa Irlandia (oprócz części południowo-zachodniej) i Wyspy Feni
  - T. c. matthiae (Heinroth, 1902) – Wyspy Świętego Macieja (Archipelag Bismarcka)
  - T. c. stresemanni (Laubmann, 1923) – wyspy pomiędzy Nową Gwineą a Nową Brytanią
  - T. c. novaehiberniae (Hartert, E, 1925) – południowo-zachodnia Nowa Irlandia (Archipelag Bismarcka)
  - T. c. bennetti (Ripley, 1947) – wyspa Nissan (na północny zachód od Wyspy Bougainville’a)
  - T. c. tristrami (Layard, EL, 1880) – łowczyk atolowy[5] – Nowa Brytania (Archipelag Bismarcka)
  - T. c. alberti (Rothschild & Hartert, E, 1905) – od wyspy Buka na południowy wschód do Guadalcanalu (północno-zachodnie i środkowe Wyspy Salomona)
- grupa sacer
  - T. c. torresianus (Mayr, 1931) – Torres (północne Vanuatu)
  - T. c. santoensis (Mayr, 1931) – Wyspy Banksa i Espiritu Santo (północne Vanuatu)
  - T. c. juliae (Heine, 1860) – od Maewo do Efate (środkowe Vanuatu)
  - T. c. erromangae (Mayr, 1938) – Erromango (południowe Vanuatu)
  - T. c. tannensis (Sharpe, 1892) – Tanna (południowe Vanuatu)
  - T. c. sacer (Gmelin, JF, 1788) – łowczyk plamkogłowy[5] – Tonga
  - T. c. pealei (Finsch & Hartlaub, 1867) – łowczyk białoczelny[5] – Tutuila (Samoa Amerykańskie)
  - T. c. manuae (Mayr, 1941) – Ofu, Olosega i Tau (Wyspy Manuʻa, Samoa Amerykańskie)
  - T. c. pavuvu (Mayr, 1935) – Pavuvu (południowo-środkowe Wyspy Salomona)
  - T. c. mala (Mayr, 1935) – Malaita (północno-wschodnie Wyspy Salomona)
  - T. c. amoenus (Mayr, 1931) – Rennell i Bellona (południowe Wyspy Salomona)
  - T. c. sororum (Galbraith, ICJ & Galbraith, EH, 1962) – Olu Malau (wschodnie Wyspy Salomona)
  - T. c. solomonis (Ramsay, EP, 1882) – San Cristóbal i sąsiednie wyspy (południowo-wschodnie Wyspy Salomona)
  - T. c. brachyurus (Mayr, 1931) – Reef Islands (północne Wyspy Santa Cruz)
  - T. c. vicina (Mayr, 1931) – Wyspy Duff (północno-wschodnie Wyspy Santa Cruz)
  - T. c. ornatus (Mayr, 1931) – Nendo i Tinakula (środkowe Wyspy Santa Cruz)
  - T. c. utupuae (Mayr, 1931) – Utupua (południowe Wyspy Santa Cruz, południowo-wschodnie Wyspy Salomona)
  - T. c. melanodera (Mayr, 1931) – Vanikoro (południowe Wyspy Santa Cruz, południowo-wschodnie Wyspy Salomona)
  - T. c. vitiensis (Peale, 1849) – Vanua Levu, Taveuni, Viti Levu, Koro, Ovalau i Gau (Fidżi)
  - T. c. eximius (Mayr, 1941) – Kadavu, Ono i Kanua Kula (Fidżi)
  - T. c. regina (Mayr, 1941) – Futuna (środkowa Polinezja)
  - T. c. marinus (Mayr, 1941) – Wyspy Lau (wschodnie Fidżi)

Zaproponowano też wydzielenie podgatunków pealei i manuae do odrębnego gatunku T. pealei (łowczyk białoczelny), ale żadna z wymienionych list go nie uznaje.

## Morfologia
Długość ciała 23–25 cm; masa ciała: samce 51–90 g, samice 54–100 g.
Upierzenie zróżnicowane w zależności od podgatunku. Skrzydła zielono-niebieskie z jaskrawoniebieskimi krawędziami. Spód ciała jasny z jasną obrożą na szyi. Dziób ciemny z jaśniejszym odcieniem nasady żuchwy. Brak dymorfizmu płciowego.

## Ekologia i zachowanie

### Pożywienie
Pokarm stanowią bezkręgowce, kraby, cykady, ślimaki a także małe węże.

### Lęgi
W okresie lęgowym para ptaków wykazuje silny terytorializm i przepędza intruzów. Samica składa 2–5 jaj do gniazda w dziupli lub nadrzewnym gnieździe termitów.

## Status
Międzynarodowa Unia Ochrony Przyrody (IUCN), która stosuje szersze ujęcie systematyczne, uznaje łowczyka obrożnego za gatunek najmniejszej troski (LC – Least Concern) nieprzerwanie od 1988 roku. Liczebność populacji nie została oszacowana, ale ptak ten opisywany jest jako szeroko rozpowszechniony i pospolity bądź bardzo liczny. Trend liczebności populacji uznawany jest za spadkowy ze względu na utratę siedlisk.